# Calcio a 7-un-lato
Il calcio a 7 CP è disciplina paralimpica dal 1984. In Italia la disciplina è stata riconosciuta dalla FISPES nel 2013. Analogo al calcio praticato dalle persone senza disabilità, vede 7 giocatori in campo, che possono avere disabilità differenti. Principalmente le squadre sono composte da atleti con lesioni cerebrali.

## Regole
Nelle gare non c'è fuorigioco e le rimesse laterali possono essere effettuate con una sola mano, con la palla che deve rotolare sul campo e non deve essere lanciata, come invece avviene nel calcio per atleti neurotipici. Le partite sono composte da due tempi da 30 minuti ciascuno, intervallati da una pausa di 15 minuti. I giocatori sono divisi in base alle proprie disabilità.
Le classi esistenti sono:
- C5: Comprende atleti con la disabilità maggiore, che hanno difficoltà nella deambulazione, ma stanno in piedi e calciano il pallone senza fatica.
- C6: Comprende atleti con problemi di coordinazione degli arti superiori, specialmente se in corsa.
- C7: Comprende atleti affetti da emiplegia.
- C8: Comprende atleti con disabilità minori.

Le squadre devono obbligatoriamente schierare in campo almeno un giocatore di classe C5 o C6 per tutta la partita e possono schierare fino a 2 giocatori di classe C8 per volta.